# Zahra Khatamirad
 (mai 2022).
Zahra Khatamirad (en persan زهرا خاتمی راد), née le 17 décembre 1981 à Aix-la-Chapelle, est une journaliste et présentatrice de télévision germano-iranienne.

## Biographie
Zahra Khatamirad commence son activité à Iran TV en 2004. Elle est journaliste officielle et animatrice de télévision de l'IRIB avec plus de 15 ans d'expérience dans la performance, le journalisme, la conception de programmes télévisés, la narration, la présentatrice radio et la décoration intérieure de programmes télévisés.

## Démission
Elle annonce sa démission d'Iran TV en 2019 en raison de l'accident d'avion ukrainien et des événements de novembre 2019 en Iran via sa page Instagram officielle. La publication de cette nouvelle attire l'attention des réseaux d'information en langue persane tels que VOA et BBC, et est très largement couverte,,.